# Степове (Сухоєланецька сільська громада)
Степове — село в Україні, у Сухоєланецькій сільській громаді Миколаївського району Миколаївської області. Населення становить 221 особу.

## Історія
За радянських часів і до 2016 року село носило назву Кіровка.

## Населення
Згідно з переписом УРСР 1989 року чисельність наявного населення села становила 208 осіб, з яких 100 чоловіків та 108 жінок.
За переписом населення України 2001 року в селі мешкало 220 осіб.

### Мова
Розподіл населення за рідною мовою за даними перепису 2001 року:
| Мова       | Відсоток |
| ---------- | -------- |
| українська | 96,83 %  |
| болгарська | 0,90 %   |
| російська  | 0,45 %   |
| інші       | 1,82 %   |